# John Ayers
John Ayers é um ex-jogador profissional de futebol americano estadunidense.

## Carreira
John Ayers foi campeão da temporada de 1984 da National Football League jogando pelo San Francisco 49ers.